# Rejoicing
| 전문가 평가                          | 전문가 평가 |
| 평가 점수                            | 평가 점수   |
| 출처                                 | 점수        |
| ------------------------------------ | ----------- |
| AllMusic                             | [ 1 ]       |
| The Rolling Stone Jazz Record Guide  | [ 2 ]       |
| The Penguin Guide to Jazz Recordings | [ 3 ]       |

《Rejoicing》은 1984년 ECM 레코드에 의해 발매된 미국의 재즈 기타리스트 팻 메스니의 음반이다. 베이스를 맡은 찰리 헤이든과 드럼을 맡은 빌리 히긴스와 트리오에 기타리스트가 등장하는데, 둘 다 1950년대 후반과 1960년대 초에 오넷 콜먼과 함께 연주하고 녹음했다. 자신의 작곡 외에도 메스니는 콜먼의 세 가지 작곡과 호러스 실버의 〈Lonely Woman〉을 연주한다(메스니가 음반에서 연주하지 않는 같은 제목의 콜먼 작곡과 혼동하지 말아야 한다).

## 반응
올뮤직의 스콧 야노우는 음반에 4.5개의 별을 주면서 "이 훌륭한 세트 내내 메스니와 그의 사이드맨들은 긴밀한 의사소통을 하고 기억에 남고 예측할 수 없는 음악을 창조한다"고 말했다.

## 곡 목록
| #  | 제목              | 작곡        | 재생 시간 |
| -- | ----------------- | ----------- | --------- |
| 1. | 〈Lonely Woman〉  | 호러스 실버 | 6:50      |
| 2. | 〈Tears Inside〉  | 오넷 콜먼   | 3:50      |
| 3. | 〈Humpty Dumpty〉 | 콜먼        | 5:42      |
| 4. | 〈Blues for Pat〉 | 찰리 헤이든 | 6:06      |
| 5. | 〈Rejoicing〉     | 콜먼        | 3:24      |

| #  | 제목                      | 작곡           | 재생 시간 |
| -- | ------------------------- | -------------- | --------- |
| 1. | 〈Story from a Stranger〉 | 팻 메스니      | 5:53      |
| 2. | 〈The Calling〉           | 메스니         | 9:52      |
| 3. | 〈Waiting for an Answer〉 | 메스니, 헤이든 | 2:16      |

## 참여 인원
- 팻 메스니 - 어쿠스틱과 일렉트릭 기타, 기타 신시사이저
- 찰리 헤이든 - 콘트라베이스
- 빌리 히긴스 - 드럼